# Anacroneuria cathia
Anacroneuria cathia är en bäcksländeart som beskrevs av Froehlich 2002. Anacroneuria cathia ingår i släktet Anacroneuria och familjen jättebäcksländor. Inga underarter finns listade i Catalogue of Life.